# Nikola Valentić
Nikola Valentić (in serbo Никола Baлeнтић?; Čapljina, 6 settembre 1983) è un ex calciatore serbo, di ruolo difensore.

## Carriera
Ha giocato nella massima serie dei campionati serbo, israeliano, russo, azero ed uzbeko.

## Palmarès

### Club

#### Competizioni nazionali
- Srpska Liga: 1

Voždovac: 2003-2004 (girone Belgrado)